# Jukejoint

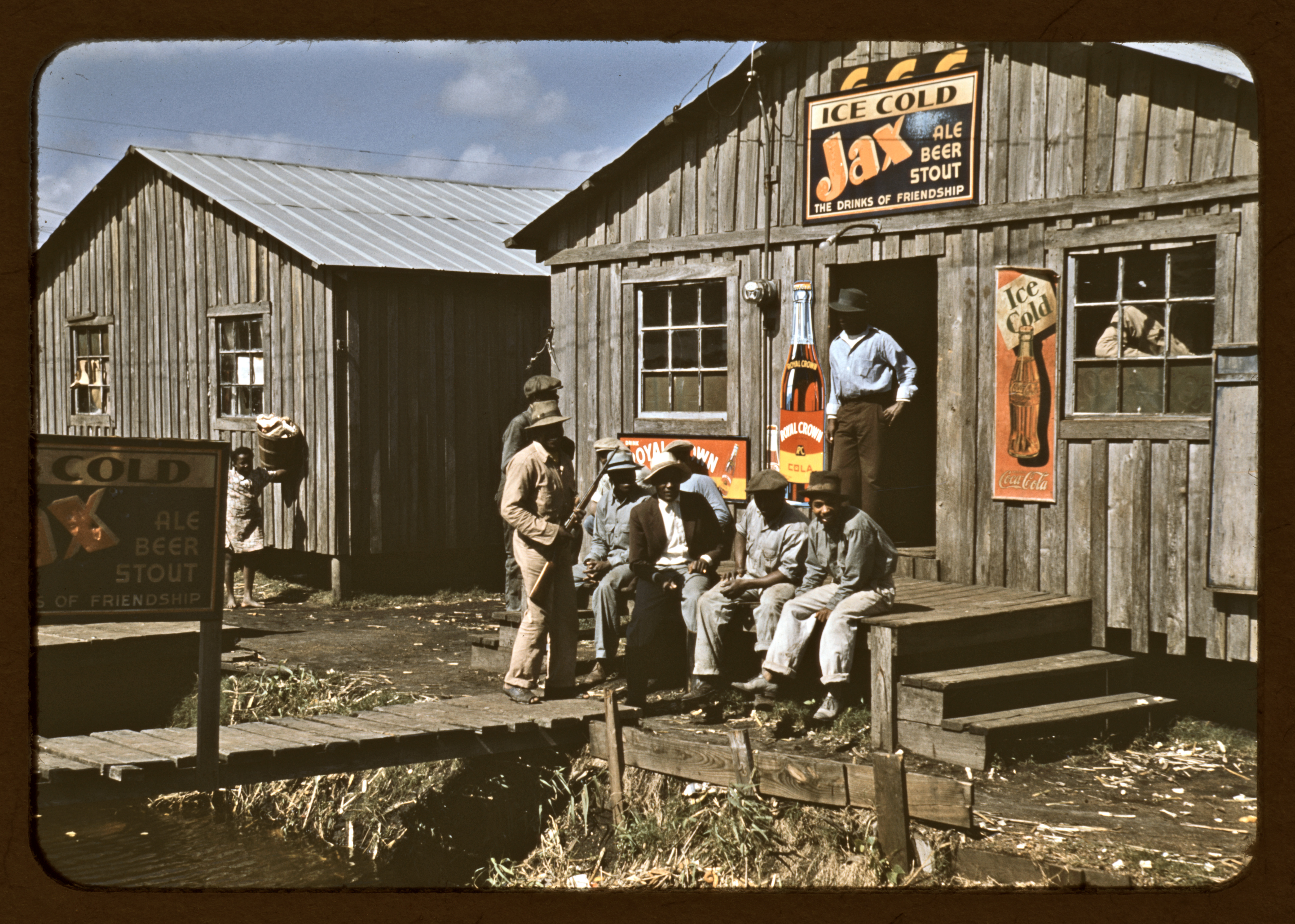
Voorgevel van een jukejoint in Belle Glade, Florida, in 1944 gefotografeerd door Marion Post Wolcott

Een jukejoint, ook wel barrelhouse genoemd, was een informele gelegenheid, waar de drank rechtstreeks vanuit barrels (vaten) in de glazen werd getapt. Deze tenten waren vooral in de periode eind 19e eeuw, begin 20e eeuw drukbezochte vermaakscentra.
Oorspronkelijk waren de jukejoints vooral opgezet door Afro-Amerikanen in het zuidoosten van de Verenigde Staten, omdat hun door de Jim Crow-wetten de toegang tot de meeste blanke gelegenheden ontzegd was. In deze tenten vonden de plantage-arbeiders na een week hard werken een plaats om zich te ontspannen en elkaar te ontmoeten. In een jukejoint werden muziek, dans, eten en drank aangeboden, en vaak was er een gelegenheid om te gokken. Jukejoints ontstonden vaak op kruisingen van wegen in het buitengebied, of aan de rand van plaatsen.

## Muziek
De jukejoints zijn een populair begrip in de blues en in de boogiewoogie. Veel van de bekende blues- en boogiewoogiepianisten (o.a. Memphis Slim) zijn hun loopbaan in een dergelijk etablissement begonnen. De Nederlandse bluesbands Barrelhouse en The Juke Joints zijn ernaar vernoemd.